# 新美篤志
新美 篤志（にいみ あつし、1947年7月30日 - ）は、日本の技術者、実業家。トヨタ自動車代表取締役副社長や、ジェイテクト代表取締役会長、中部経済同友会代表幹事などを務めた。藍綬褒章受章。息子はHOME MADE 家族のMICRO。

## 人物・経歴
1971年名古屋大学工学部航空学科卒業、トヨタ自動車工業（現トヨタ自動車）入社。生産技術部を希望し堤工場に配属される。インドでの合弁事業を経て、1987年からアメリカ合衆国ケンタッキー州で工場開設プロジェクトのコーディーネーターを務める。1995年生産管理部新車進行管理室長。1997年生産管理部長。1999年生技管理部長。2000年取締役元町工場工場長兼堤工場工場長。2002年TOYOTA MOTOR MANUFACTURING NORTH AMERICA（TMMNA）取締役社長。2003年常務役員。2004年取締役専務待遇。2005年専務取締役生産管理・物流本部長、製造本部長。2006年生産企画本部長。2007年調達本部長。2009年代表取締役副社長、ジェイテクト監査役。2013年ジェイテクト代表取締役会長。2015年ヤマハ発動機取締役。2016年ジェイテクト相談役、日本車輌製造取締役。2017年JMAものづくり貢献賞受賞。2018年ジェイテクトアドバイザー に退き、同年秋の褒章で藍綬褒章を受章した。この間、中部経済同友会代表幹事、学校法人トヨタ学園評議員、名古屋証券取引所取締役なども務めた。